# Rajon Tultschyn
Der Rajon Tultschyn (ukrainisch Тульчинський район Tultschynskyj rajon; russisch Тульчинский район Tultschinski rajon) ist ein ukrainischer Rajon mit etwa 140.000 Einwohnern. Er liegt in der Oblast Winnyzja und hat eine Fläche von 3856 km², der Verwaltungssitz befindet sich in der namensgebenden Stadt Tultschyn.

## Geographie
Der Rajon liegt im Süden der Oblast Winnyzja und grenzt im Norden an den Rajon Winnyzja, im Osten an den Rajon Hajssyn, im Südosten an den Rajon Podilsk (in der Oblast Odessa gelegen), im Süden an Moldawien bzw. Transnistrien (Rajon Rybniza), im Westen an den Rajon Mohyliw-Podilskyj sowie im Nordwesten an den Rajon Schmerynka.

## Geschichte
Der Rajon wurde am 7. März 1923 gegründet. Am 17. Juli 2020 kam es im Zuge einer großen Rajonsreform zur Auflösung des alten Rajons und einer Neugründung unter Vergrößerung des Rajonsgebietes um die Rajone Kryschopil, Pischtschanka und Tomaschpil sowie der südlichen Teile des Rajons Nemyriw.

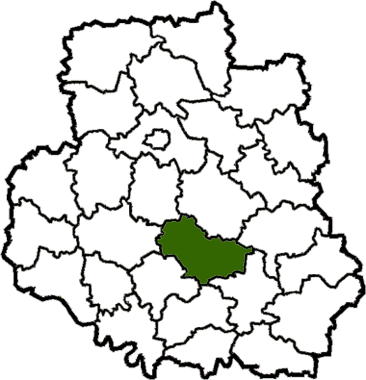
Rajon Tultschyn bis Juli 2020
Rajonsgebiet ab Juli 2020

## Administrative Gliederung
Auf kommunaler Ebene ist der Rajon in 9 Hromadas (1 Stadtgemeinde, 6 Siedlungsgemeinden und 2 Landgemeinden) unterteilt, denen jeweils einzelne Ortschaften untergeordnet sind.
Zum Verwaltungsgebiet gehören:
- 1 Stadt
- 8 Siedlung städtischen Typs
- 152 Dörfer
- 28 Ansiedlungen

Die Hromadas sind im Einzelnen:
- Stadtgemeinde Tultschyn
- Siedlungsgemeinde Brazlaw
- Siedlungsgemeinde Kryschopil
- Siedlungsgemeinde Pischtschanka
- Siedlungsgemeinde Tomaschpil
- Siedlungsgemeinde Schpykiw
- Siedlungsgemeinde Wapnjarka
- Landgemeinde Horodkiwka
- Landgemeinde Studena